# Justizverwaltung
Justizverwaltung ist ein Teil der öffentlichen Verwaltung (Exekutive), bei der die Erfüllung allgemeiner Aufgaben der öffentlichen Verwaltung den Gerichten zugewiesen ist. Justizverwaltung ist keine Einrichtung der Rechtsprechung (Judikative), weshalb Richter bei der Wahrnehmung von Aufgaben der Justizverwaltung keine richterliche Unabhängigkeit genießen. Justizverwaltung ist auch zu unterscheiden von der Gerichtsverwaltung.
Die Zuweisung von Aufgaben erfolgt jeweils in bestimmten Gesetzen, etwa aus Gründen der Zweckmäßigkeit, wegen juristischer Schwierigkeiten oder wegen der Bedeutung der Sache. Hierzu gehört beispielsweise die Befreiung vom Ehefähigkeitszeugnis, Entscheidungen über Akteneinsicht oder Ausbildung von Rechtsreferendaren.
In Nordrhein-Westfalen nehmen beispielsweise die Oberlandesgerichte Tätigkeiten als Justizverwaltungsbehörde wahr. Auch die Landgerichte sind Behörden der Justizverwaltung. In Nordrhein-Westfalen betreuen sie die im Landgerichtsbezirk beschäftigten Referendare, vereidigen Rechtsanwälte, erteilen Apostillen und Legalisationen, versenden Abschriften von Entscheidungen, gewähren Akteneinsicht an Dritte und führen die Aufsicht über Notare. Die Aufgaben in anderen Bundesländern können abweichen.

## Geschichtliches
Der Abschluss der „Gleichschaltung der Länder“ kann auf den 14. Februar 1934 mit der an diesem Tag erfolgten Auflösung des Reichsrates und der Übernahme der Landesjustizverwaltungen datiert werden.

## Berufe in der Justizverwaltung
- Einfacher Dienst: Justizwachtmeister
- Mittlerer Dienst: Justizfachwirt, Justizfachangestellter
- Gehobener Dienst: Rechtspfleger

## Ministerien
Im Bundesministerium der Justiz hat die Abteilung Z auch den Namen Abteilung Justizverwaltung. Sie ist für Zentrale Dienste zuständig. Auch in einigen Landesministerien heißen die entsprechenden Abteilungen Justizverwaltung, so die Abteilung I des Niedersächsischen Justizministeriums.